# Edgard Lienard
Edgard Lienard is een Belgisch voormalig boogschutter.

## Levensloop
Lienard behaalde met het Belgisch team brons op de wereldkampioenschappen van 1953, samen met Oscar Kessels en André Duval.